# Гребеняк Тарас Володимирович
Тарас Володимирович Гребеняк (нар. 9 березня 1967, м. Тернопіль) — український педагог, громадсько-політичний діяч. Депутат Тернопільської міської (1990—1994, 2006—2009), обласної (1998—2002) рад. 

## Життєпис
Закінчив Тернопільський педагогічний інститут (1991, нині національний педагогічний університет). 
Працював у Тернопільській ЗОШ № 8, відділі молоді та спорту Тернопільської міської ради (1991—1995), директор Центрального державного музею історії ім. Довженка (1995—1997), начальник відділу Національної служби посередництва і примирення в Тернопільській області.
Від 2006 року— помічник заступників голів Тернопільської обласної ради. 
У 2006-2009 роках був активістом партії "Наша Україна".
Засновник (1988) та голова (від 1993) товариства «Вертеп» (м. Тернопіль).
У 2012-2020 роках працював директором Центру національного відродження імені Степана Бандери.